# Voznice

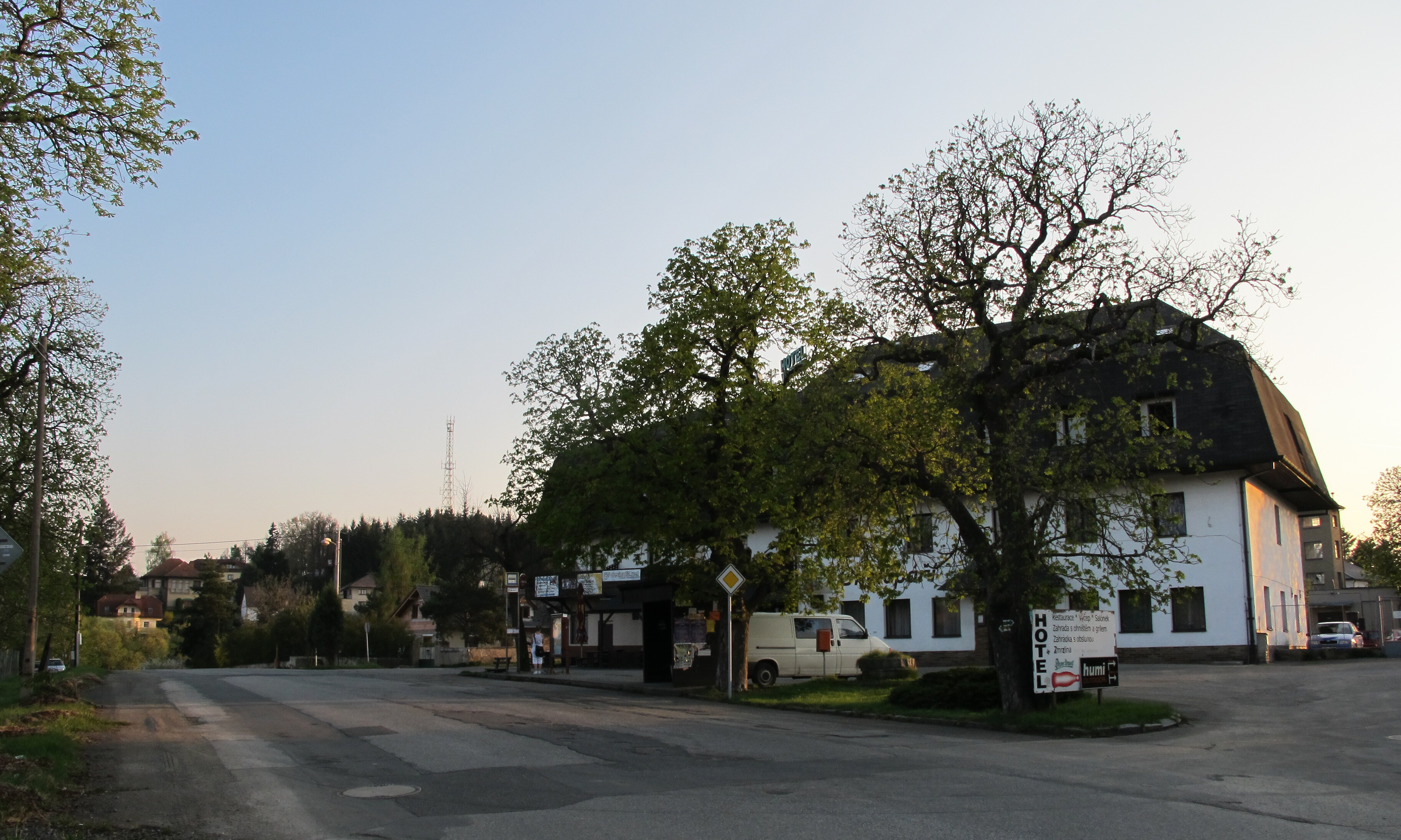
Hotel und Hauptstraße in Voznice

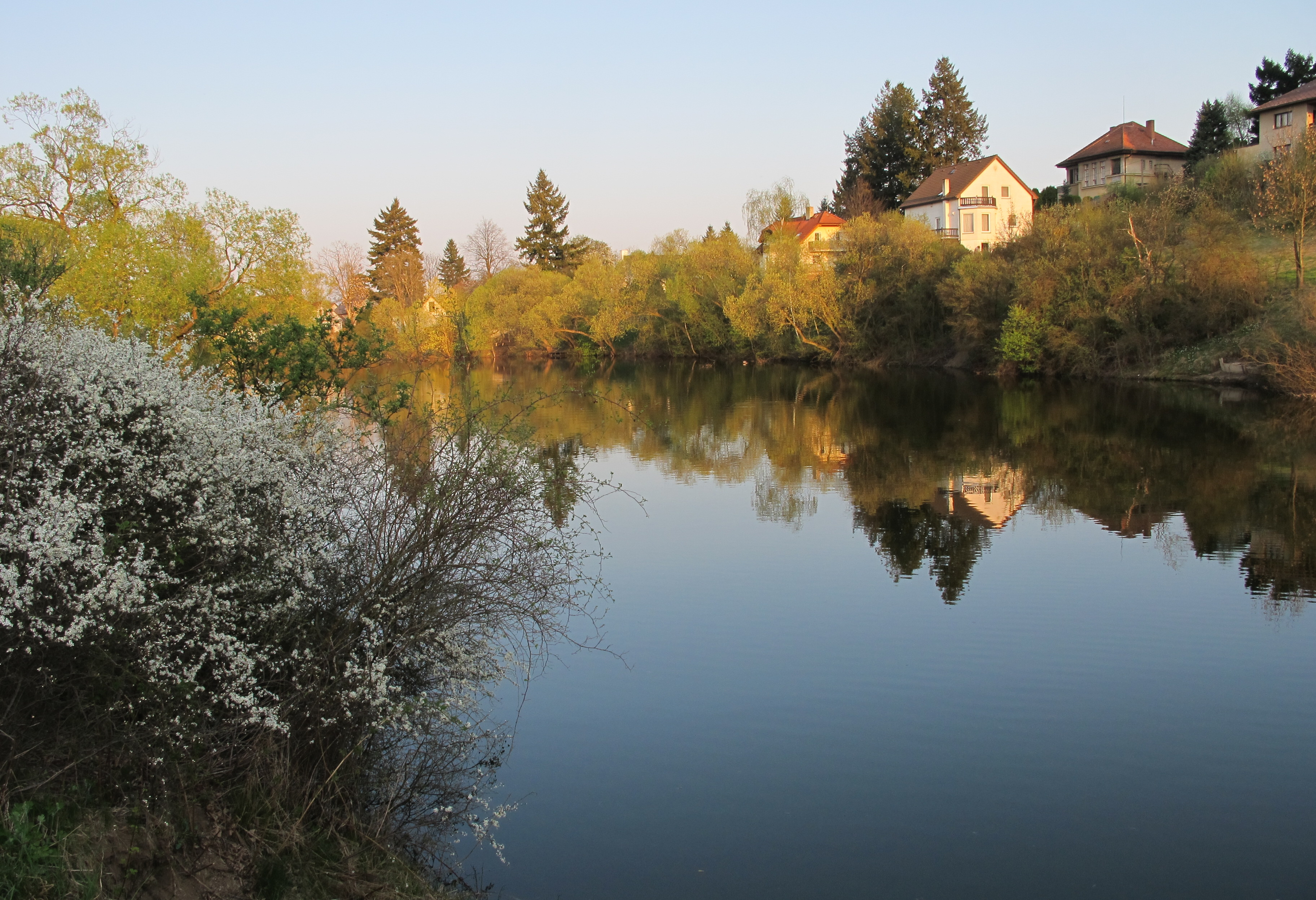
Teich Komora

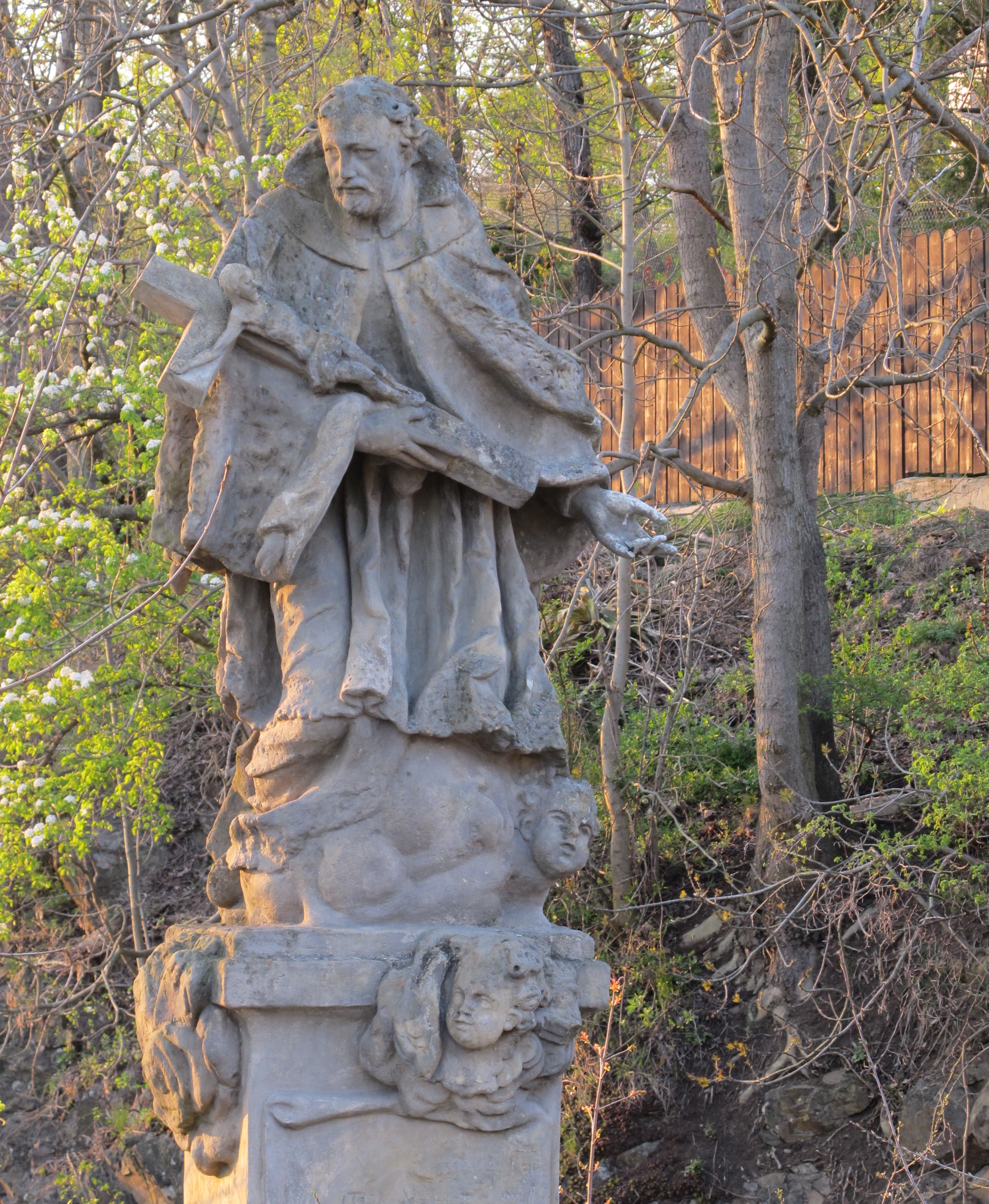
Statue des hl. Johannes von Nepomuk

Voznice (deutsch Wosnitz, auch Woznitz) ist eine Gemeinde in Tschechien. Sie liegt fünf Kilometer nordöstlich von Dobříš und gehört zum Okres Příbram.

## Geographie
Voznice befindet sich am Südhang der Hřebeny (Brdykamm). Das von ausgedehnten Wäldern umgebene Dorf erstreckt sich rechtsseitig des Voznický potok bis zum Tal eines namenlosen Zuflusses. Am nordöstlichen Ortsrand liegt der Teich Velký rybnik, im Süden der Teich Komora. Mit Ausnahme des Ostens ist Voznice zu allen Seiten vom Naturpark Hřebeny umgeben. Gegen Südwesten erstreckt sich das Wildgehege Aglaia. Fünf Kilometer nordwestlich von Kytín befindet sich am Jistevník das ehemalige Militärobjekt Klondajk. Nördlich erhebt sich die Točná (505 m n. m.), im Nordosten die Malá svatá hora (482 m n. m.) und der Zelenský vrch (450 m n. m.), östlich die Dolní Jezera (395 m n. m.), im Südosten die Dolní Jezberná (396 m n. m.), südlich die Horní Jezberná (409 m n. m.) und die Králova stolice (Königstuhl, 412 m n. m.), im Westen die die Stará Mýta (429 m n. m.), die Aglaia (491 m n. m.), die Malinová (507 m n. m.) und der Spálený (551 m n. m.) sowie nordwestlich der Hořejší Křemeny (464 m n. m.). Östlich des Dorfes überbrückt die Schnellstraße R 4 den Voznický potok. 
Nachbarorte sind Hatě, Hodyně, Rochota, Svinaře, Halouny und Kytín im Norden, Chouzavá, Malá Svatá Hora, Bažantnice und Nová Ves pod Pleší im Nordosten, Malá Hraštice im Osten, Mokrovraty, Mokrá Vrata, Pouště und Porostliny im Südosten, Ježovka und Stará Huť im Süden, Kodetka, Dobříš, Obora und Vlaška im Südwesten, Knížecí Studánky, Baba, Malý Chlumec und Velký Chlumec im Westen sowie Osov, Osovec, Vižina, Podbrdy, Drahlovice und Skuhrov im Nordwesten.

## Geschichte
Die erste schriftliche Erwähnung von Voznice erfolgte im Jahre 1788. Das Dorf war vom Besitzer der Herrschaft Dobřisch, Franz de Paula Gundaker von Colloredo-Waldsee-Mels an der durch die herrschaftlichen Wälder führenden Passauer Straße angelegt worden. 1794 erbte sein Sohn Rudolph Joseph II. Colloredo-Mannsfeld die Güter. Nach dem Tode des kinderlosen Rudolf Joseph II. von Colloredo-Mannsfeld fiel die Herrschaft 1844 dessen Neffen Franz de Paula Gundaccar II. von Colloredo-Mannsfeld zu. 
Im Jahre 1846 bestand das im Berauner Kreis gelegene Dorf Woznitz aus 26 Häusern mit 166 Einwohnern. Im Ort gab es eine Mühle. Abseits lagen die Einschichten Wobora (Obora), bestehend aus einem obrigkeitlichen Tiergarten (Aglaia) mit einem Jägerhaus und einem Bräuhaus; das Jägerhaus Kodetka und das Wirtshaus Jeschowka bzw. Gežowka (Ježovka). Pfarrort war Dobřisch. Bis zur Mitte des 19. Jahrhunderts blieb Woznitz der Herrschaft Dobřisch untertänig.
Nach der Aufhebung der Patrimonialherrschaften bildete Voznice / Wosnitz ab 1850 einen Ortsteil der Stadt Dobříš im Gerichtsbezirk Dobříš. Ab 1868 gehörte das Dorf zum Bezirk Příbram. In den 1930er und 1940er Jahren entwickelte sich Voznice zu einem beliebten Erholungsort Prager Künstler, am Velký rybník entstanden Villen. Ab 1949 gehörte Voznice zum neugebildeten Okres Dobříš. Im Jahre 1950 lösten sich Voznice und Chouzavá von Dobříš los und bildeten die Gemeinde Voznice. Nach der Aufhebung des Okres Dobříš wurde die Gemeinde 1960 Teil des Okres Příbram. 
Voznice ist ein Erholungsort und Ausgangspunkt für Wanderungen. Zwischen 2000 und 2009 fanden in Voznice im Frühling und Sommer open-air Rock-Punk-Konzerte statt.

## Gemeindegliederung
Die Gemeinde Voznice besteht aus den Ortsteilen Chouzavá (Chousowa) und Voznice (Wosnitz). Grundsiedlungseinheiten sind Chouzavá I (Chousowa I) und Voznice. Zu Voznice gehört außerdem die Einschicht Ježovka (Jeschowka).

## Sehenswürdigkeiten
- Statue des hl. Johannes von Nepomuk auf dem Damm des Velký rybník
- Kapelle in Chouzavá
- Naturreservat Andělské schody, die feuchten Waldwiesen nordöstlich von Voznice sind seit 2002 auf einer Fläche von 13,25 ha geschützt.
- Wildgehege Aglaia, der englische Park mit Wildgehege wurde im 19. Jahrhundert zur Zucht von Hirschen angelegt. Benannt ist es nach Aglaë von Colloredo-Mannsfeld, geborene Festetics von Tolna (1840–1897). Es ist nicht öffentlich zugänglich.

## Persönlichkeiten
- Villen in Voznice, besaßen u. a. Oldřich Nový und František Roith sowie bis in die 1980er Jahre Nataša Gollová. Derzeit ist Voznice für Vladimír Franz ein beliebter Inspirationsort.